# Ніопіт (Вісконсин)
Ніопіт (англ. Neopit) — переписна місцевість (CDP) в США, в окрузі Меноміні штату Вісконсин. Населення — 616 осіб (2020).

## Географія
Ніопіт розташований за координатами 44°59′5″ пн. ш. 88°48′52″ зх. д. / 44.98472° пн. ш. 88.81444° зх. д. (44.984688, -88.814575).  За даними Бюро перепису населення США в 2010 році переписна місцевість мала площу 32,47 км², з яких 31,47 км² — суходіл та 1,00 км² — водойми.

## Демографія
Згідно з переписом 2010 року, у переписній місцевості мешкало 690 осіб у 211 домогосподарстві у складі 149 родин. Густота населення становила 21 особа/км².  Було 222 помешкання (7/км²).
Расовий склад населення:
| - 96,7 % — корінних американців - 2,0 % — білих |

До двох чи більше рас належало 1,2 %. Частка іспаномовних становила 4,6 % від усіх жителів.
За віковим діапазоном населення розподілялося таким чином: 32,6 % — особи молодші 18 років, 59,9 % — особи у віці 18—64 років, 7,5 % — особи у віці 65 років та старші. Медіана віку мешканця становила 27,4 року. На 100 осіб жіночої статі у переписній місцевості припадало 89,0 чоловіків;  на 100 жінок у віці від 18 років та старших — 89,8 чоловіків також старших 18 років.
Середній дохід на одне домашнє господарство  становив 41 841 долар США (медіана — 27 885), а середній дохід на одну сім'ю — 41 890 доларів (медіана — 28 173). За межею бідності перебувало 56,8 % осіб, у тому числі 69,1 % дітей у віці до 18 років та 56,7 % осіб у віці 65 років та старших.
Цивільне працевлаштоване населення становило 321 особа. Основні галузі зайнятості: освіта, охорона здоров'я та соціальна допомога — 25,2 %, виробництво — 22,4 %, мистецтво, розваги та відпочинок — 19,3 %.